# 전력선 통신

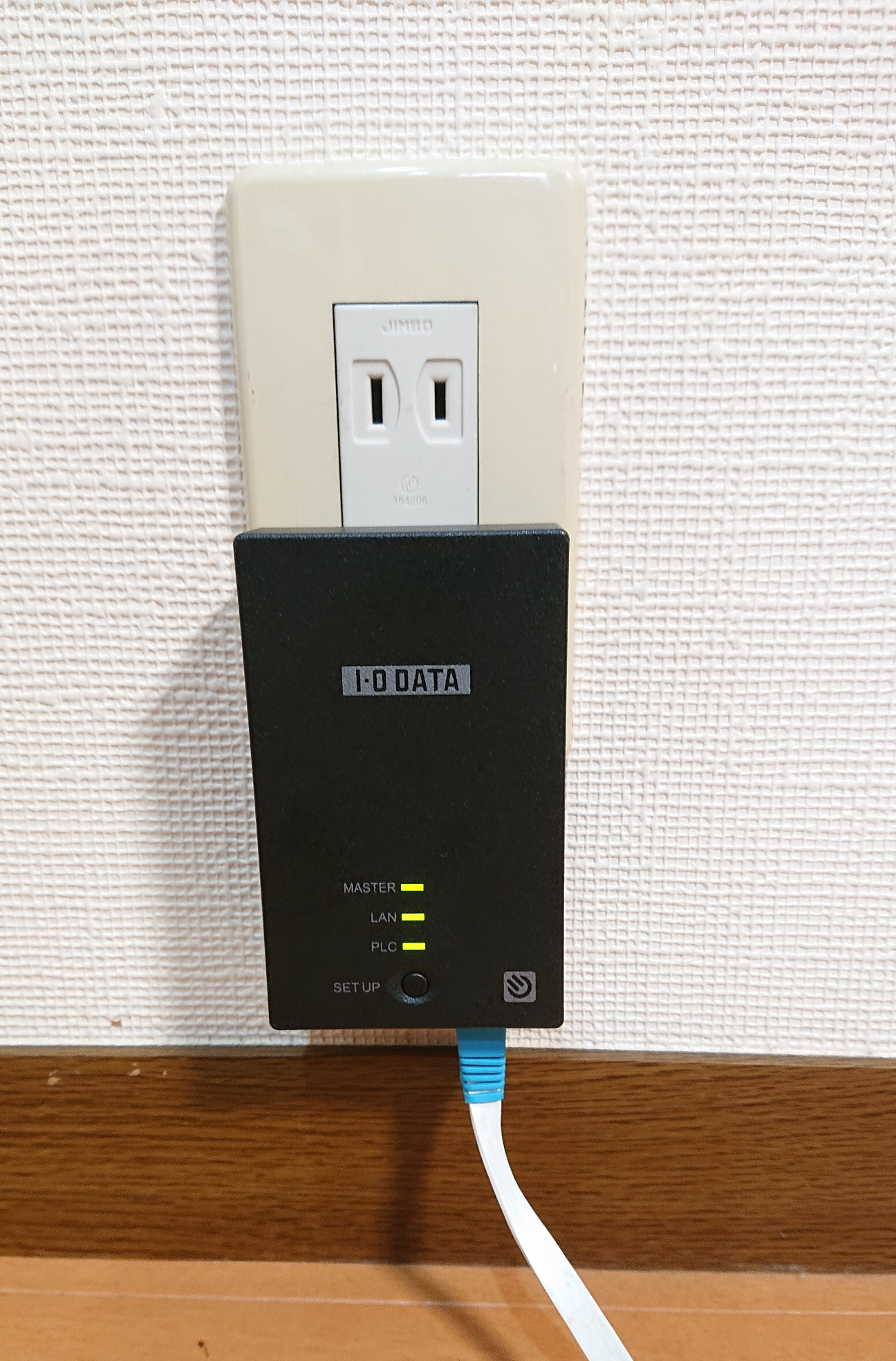
전력선 통신 어댑터

전력선 통신(Power-line communication, PLC)은 전력을 공급하는 전력선을 매개로 음성과 데이터를 주파수 신호에 실어 통신하는 기술이다. 초당 200 Mbit의 데이터 전송 속도가 가능하다.

## 정의
전력을 공급하는 전력선을 이용해서 음성과 데이터를 수백 kHz에서 수십 kHz 이상의 고주파 신호에 실어 통신 하는 기술이다.
기존 PLC기술(콘덴서 접촉식)에 있어서 상용불능의 주된 이유는 전력선만으로 전송 데이터의 고주파를 전력선 전압과 정합(Matching)할 수 없다는 점이다. 콘덴서를 통하여 전력선으로 전송되는 고주파 데이터 신호는 다음의 이유로 정합을 할 수 없다.
전력선외의 공간을 접지계(接地界, Earth-field)로 간주 할 수 있는데, 고주파 데이터 신호가 대부분 공중방사(Aerial-Radiated)로 손실되어 데이터 신호가 목적지까지 도달하기 전 왜곡(Distortion)되고 감쇄된다. 이러한 현상은 지하 전력선에서 특히 심한데 지하는 지상과 달리 전력선 주변 습도가 높고 밀폐된 공간에서 접지계 현상이 현저히 나타나 더 많은 신호가 왜곡되어 지상 전력선 보다 현저히 낮은 전송률(10% 이하)을 기록한 것이 2011년 진행된 한국전기연구원 실험 결과다.

#### 검침 관련 중심
1. 97년부터 언론매체를 통하여 전력선 자체만으로 원격검침 및 인터넷이 일반수용가구로 널리 상용화한 것으로 알려져 있으나 실제 상용화된 곳은 여러 가지 이유로 인하여 극히 제한적임. (Star Tower, Asem Tower의 전력선 검침 시스템을 일반 수용가구로 적용했을 경우 상용 불가능- 시공단가가 경제적 타당성이 전혀 없고 기술적으로도 중계기 등을 설치해야 하고 검침확률 이 현저히 떨어짐)
2. 기존 전력선 통신방식으로 상용 가능한 범위는 Home networking으로서 삼성 전자에서 출시하여 미국시장에서 상용화되어 팔리고 있으나, 2004년부터 경제적 채산성 및 수익률 저하로 전력선 모뎀 생산 중지를 결정함. Home networking과 비교하여 수용가구에서 주상 변압기까지의 데이터 전송은 개념자체가 현격한 차이가 있음.
3. 수용가구에서 주상 변압기 까지의 데이터 전송에 있어서 Spread Spectrum 방식을 채용해 마치 상용 가능한 것처럼 인식되고 있으나 실제 전력선의 주파수 별 Spectrum 분포를 보면 온갖 잡음의 집합체인데 비매칭 선로인 전력선을 통신선로로 이용 하겠다는 기획은 새로운 변조방식(OFDM)의 도입에 따른 기대치가 과대하게 확대된 것으로 파악됨.
4. 디지털 적산 전력계의 대표적인 기업 중 하나인 옴니 시스템은 신축건물에 별도의 배선으로 원격검침을 하고 있고 - 이것 역시 기존 전력선만으로 검침 가능 하다면 별도의 배선망을 구축 할 필요가 없음.
5. 전력선 통신으로 원격 검침하는 시스템은 사실상 범용적인 상용화를 못하고 있으나 실제시공한 곳은 있음 - 이 경우 시공비의 과다 및 선로 분기점의 고려와 중계기등 여러 요소가 조합 되어야 가능함.
6. 가로등 점멸의 경우 80%이상 성공률을 보이고 있으나 이것도 현실적인 상용화를 못하고 있는 실정임.
7. 가전 홈 네트워크가 상용 가능하여 확대해석 할 수 있으나, 수용가구에서 주상 변압기까지의 데이터 전송은 범용적인 상용이 불가함. (일부구간 상용가능한 경우가 있어 이것이과장 보도되고 있는 실정임)
8. 전송 출력을 높여서 전력선 통신의 신뢰성을 높이겠다는 발상의 문제점으로는 현재 수용가구에 공급되는 전력선에는 이미 저항 소자(백열전등, 전열기) 코일 소자(전압 승․강압 변압기, 소형 어댑터) 콘덴서 및 코일 소자(형광등, 냉장고의 유도 전동기, 선풍기, 에어컨)와 스위칭 레귤레이터 및 삼파장 램프 등이 각각의 전력선에 병렬로 연결되어 있어(주상 변압기 한 대당 수백여 개), 실제 내부 임피던스가 제로에 수렴하고 선로 굴절의 리액턴스에 의한
데이터 손실이 변칙적으로 작용하고 있어 전송하고자 하는 고주파의 출력을 높여 통신의 신뢰도를 높이겠다는 발상 마치 자동차의 사이드 브레이크를 걸고 엔진 출력을 높이겠다는 것과 같음.
9. 실제 수용가구의 각부하가 걸려 있는 상태에서 직류저항(교류저항포함)을 측정한 결과 대략 5Ω～10Ω으로 측정되는데, 주상 변압기당 50가구의 수용가구가 접속해 있을 경우 약 0.1Ω～0.2Ω 직류 저항 값을 갖고 있어 단순한 안테나의 연장선에 불과함.
10.전송 불가능시 대기 한 후 통신 가능 할 때 통신하겠다는 방식의 문제점으로는 현재 각 수용가구에서 사용하는 전자레인지, 삼파장 램프, SCR을 이용한 각종 온도 제어기, 진공청소기와 Hair dryer의 직류 직권 모터의 브러쉬에 의한 잡음, TV등은 고유 잡음 주파수를 발생하여, 전력선에 흐르는데 이것은 전기기기의 주변 전력선 선로를 결정적으로 통신 불가능 상태로 만들며 차라리 무선통신이 통신의 신뢰도를 향상시킴 - Spread Spectrum (Frequency Hopping, Direct Sequence, Chirp), Protocol (CSMA/CD, Token passing) 방식을 혼합 한 경우 통신 신뢰도는 높일 수 있으나 파동의 파면에 관한 회절이론이 명확히 규명될수 없고, 규명될 수 있는 파면의 토대가 전력선이라는 점이 근본적인 해결을 찾기가 현재로선 불가능하고 음파에서의 가청 주파수 범위, 전자기파에서의 가시광선이 회절이론을 유용하게 설명할 수 있는데, 이런 관점에서 보면 인간의 귀와 눈은 최고의 상품성을 가진 제품으로 해석 될 수 있으나, 공교롭게 현재의 전력선 통신 주파수는 수신부의 기계적인식의 한계로 인 하여 상용할 수 있는 범위는극히 제한적임.
11. 실제 전력선통신으로 검침한다는 곳의 현장 방문 평가 및 현황 파악이 필요함 - 언론 매체의 화려한 성공 보도와는 달리 경제적 실익을 얻을 수 있게 상용화한 곳은 없음 - 기존언론매체의 성공보도 및 천문학적인 액수의 수출 계약 등은 실험실내에서의 성공이며, 일반 수용가구에서의 범용적인 상용화는 선로의 굴절, 신호의 선로 손실 및 매칭환경의 열악 등으로 범용적인 상용화가 불가능함.
12. 기존 전력선으로 통신하기 위해서는 각 수용가구마다 수용용량 이상의 정전 변 압기를 설치하여야 하는데, 전력손실율 및 단가가 경제적 효용성이 전혀 없음. (이 경우 수용가구내의 콘센트에서 신호를 주고받는 경우 수용가구의 부하에 따라 통신 품질이 좌우되고 R,S,T 위상에 따른 분기점의 선로 위치 확인이 필요)
13. 정합(Matching) 불가능을 기술적 진보로 해결을 기대하는 점은 한마디로, 전력선의 고주파 전송에서 정합은 필수 조건인데 반하여 이것을 기술적 진보로 극복하겠다는 발상은 영구기관 및 연금술이 가능하다는 기술적 진보와 같음.
14. 현재 전력선 통신은 무선 단말기 안테나의 단순 연장선에 불과.
15. 최근 대두된 전력선 통신의 한 방법중 미국 특허 US9106318 (Method of transmitting and receiving data using DP formula in power cable), 대한민국 특허10-1599107 (DP 방식을 이용한 전력선의 데이터 송수신 방법)은 유도 전류를 이용한 전력선 통신 방법으로 상기 제기된 여러 가지 문제점을 일거에 해결한 것으로 평가되며, 전력선 통신의 실 상용화에 새로운 혁명을 주도 할 것으로 평가되고 있다.

## 같이 보기
- 무선랜
- 컴퓨터 네트워크

## 참고
J. L. Blackburn (ed),Applied Protective Relaying, Westinghouse Electric Corporation (1976)Newark, New Jersey USA, no ISBN, Library of Congress Card No. 76-8060